# 로지스틱 함수
로지스틱 함수(logistic function)은 개체군의 성장 등을 나타내는 함수이다.

로지스트형 곡선의 표준형

로지스트형 개체군 성장 모델(logistic model of population growth)는 개체군 생태학에서 개체군의 증가율을 설명하는 모델로 1838년 Verhulst가 고안해 냈다. 이 모델에 따르면 일정하지 않은 환경, 한정된 자원 내에서의 개체군 밀도가 증가함에 따라 자원 요구가 증가하게 되고 이는 개체당 출생률의 감소, 개체당 사망률의 증가를 가져오게되므로 개체군의 성장은 감소할 것임을 보여준다.

## 로지스틱 방정식
.. ..로지스트형 개체군 성장 모델에서 시간에 따른 개체군 성장 식은 다음의 식으로 표현된다.
{\displaystyle {dN \over dt}=rN(1-{N \over K})}
여기서 N은 개체군 크기, r은 개체당 증가율, K는 환경수용능력이다.
환경수용능력 K는 다음과 같이 정의된다.
{\displaystyle K={\frac {(b_{0}-d_{0})}{(a+c)}}}
여기서 {\displaystyle b_{0}}는 초기 개체당 출생률, {\displaystyle d_{0}}는 초기 개체당 사망률이며
{\displaystyle a}는 개체군 크기에 따른 개체당 출생률의 변화율, {\displaystyle c}는 개체군 크기에 따른 개체당 사망률의 변화율이다.

## 같이 보기
- 단위 계단 함수
- 미카엘리스-멘텐 반응속도론
- R/K 선택 이론
- ReLU
- 티핑 포인트